# Чистякова, Валентина Николаевна
Валентина Николаевна Чистяко́ва (1900—1984) — советская театральная актриса и педагог. Народная артистка Украинской ССР (1943). Народная артистка Узбекской ССР (1943). Жена и ученица выдающегося украинского театрального режиссёра Леся Курбаса.

## Биография и театральное творчество

### Путь на сцену
Родилась в семье солиста Большого театра Николая Чистякова. Вместе с семьей жила в Москве. В 1918 семья бежала из большевистской Москвы в Киев. Валентина занималась в балетной студии на Прорезной улице, где одновременно проходили репетиции и спектакли «Молодого театра» под руководством Курбаса.
Об этом периоде своей жизни Чистякова вспоминала: «Я подошла к главному событию всей моей жизни — встрече с Александром Степановичем Курбасом в Киеве 1918 года. Эта встреча решила мою судьбу — и личную жизнь, и творческую. Могло ли быть иначе?.. Личность Александра Степановича — гениального режиссёра-новатора, его образованность, исключительное трудолюбие, удивительный талант и в то же время его принципиальность, целеустремленность, не говоря уже о его неотразимом обаянии, не могли не покорить меня, недавнюю московскую гимназистку, с детства мечтавшую о жизни в искусстве».
Дебютировала летом 1919 на сцене «Молодого Театра» в хоре в спектакле «Царь Эдип». В сентябре 1919 Чистякова вышла замуж за Курбаса (венчание проходило в Андреевской церкви) и навсегда связала свою судьбу с великим режиссёром. Она играла в «Молодом театре» (1919-1920), Первом государственном театре УССР им. Т. Шевченко (1920), в передвижном театре «Кийдрамте» (Белая Церковь — Умань, 1920—1922). С 1922 одна из ведущих актрис театра Леся Курбаса «Березиль» в Киеве, в 1926 вместе с театром переехала в Харьков. В Харькове семья Курбаса и Чистяковой жила сначала в театральном общежитии, а потом в доме писательского кооператива Слово.

### Период «Березиля»
В «Березиле» под руководством Курбаса актриса раскрыла все грани своего таланта: комедийные, мелодраматические и глубоко психологические. Главные роли: дочь миллиардера («Газ» Кайзера, 1923), Оксана («Гайдамаки» по Шевченко, 1924), Изабелла («Жакерия» Мериме, 1925), Дора («Пролог» по Поповскому, 1927), Любуня («Народный Малахий» Кулиша, 1928), Параня («Диктатура» Микитенко, 1930) и другие. Пробовала свои силы в режиссуре: «Товарищ женщина» (текст коллективный, 1931).
Чистякова тяжело пережила разгром театра в 1933 году, арест и гибель Курбаса. На склоне лет она писала: «Мне писать и говорить о Лесе Степановиче тяжко. Я никогда не смогу простить и постичь случившегося. Если честно обо всем писать — я должна проклинать советскую власть. Таких воспоминаний не напечатают...»

### Зрелый период творчества
Тем не менее Чистякова нашла в себе силы остаться в труппе. В 1935-1959 актриса Украинского драматического театра имени Т. Г. Шевченко в Харькове.
Роли, сыгранные в этот зрелый период её творчества, вошли в золотой фонд украинского театрального искусства: Лида («Платон Кречет» Корнейчука, 1935), Одарка («Дай сердцу волю, заведет в неволю» Кропивницкого, 1936), Катерина («Гроза» Островского, 1938), Цезарина («Жена Клодта» Дюма-сына, 1938), Евгения («Евгении Гранде» по Бальзаку, 1940), Лучицкая («Талан» Старицкого, 1941), леди Мильфорд («Коварство и любовь» Шиллера, 1948), Софья Ковалевская («Софья Ковалевская» братьев Тур, 1948).
В 1941—1943 вместе с театром находилась в эвакуации в Узбекистане. С осени 1943 года проживала в Харькове на ул. Гиршмана, совместно с матерью репрессированного Леся Курбаса Вандой Адольфовной (умерла в 1950). На этом здании установлена мемориальная доска.

### Последние годы жизни
В 1959—1967 преподавала в Харьковском институте искусств. Автор статей по вопросам актёрского мастерства, воспоминаний о театре «Березиль» и Курбасе (опубликованы в 1991-1992).
Похоронена на 13-м городском кладбище по ул. Пушкинской. На могиле установлен памятник-пантеон семьи Курбасов (1993, скульптор С.Якубович): здесь похоронены Валентина Чистякова, мать Курбаса Ванда Адольфовна и установлена урна с землей с Соловецких островов, где погиб сам Курбас.

## Роли в кино
- 1925 — Арсенальцы — работница Вера, переодетая барышней
- 1935 — Прометей — Гулящая
- 1942 — Боевой киносборник «Юные партизаны» — Валентина Николаевна, доктор

## Награды
- орден Трудового Красного Знамени (22.05.1947[1] и 30.06.1951[2])
- медали
- Народная артистка Украинской ССР (1943)
- Народная артистка Узбекской ССР (1943)